# Měcholupy (tvrz)
Měcholupská tvrz (či také starý zámek) je památkově chráněný objekt ve vsi Měcholupy, jenž spadá k obci Předslav. Její počátky jsou datované do 14. století.

## Historie
Objekt, jenž lze stěží konkrétně zařadit mezi tvrze či zámky, pochází patrně ze 14. století. První písemná zmínka je známa z roku 1536, kdy Bernard Barchanec z Baršov prodává svůj majetek. Do třicetileté války se na tvrzi vystřídalo mnoho majitelů z řad rytířů. Někteří z nich nevlastnili ani celý objekt, ale půlili si jej s jiným majitelem. Později tvrz přešla do vlastnictví Apoleny Čejkové rozené Černínové z Chudenic, která se svým manželem Janem Adamem Čejkou z Olbramovic obývala nedalekou němčickou tvrz. Mezi hospodářskými budovami vznikla v této době kaple svaté Apoleny, jenž byla společně s tvrzí přestavěna dalším majitelem, Řádem maltézských rytířů. Ferdinand Ludvík Libštejnský z Kolovrat zde zřídil řádovou komendu.
V 19. století byl za komtura Leopolda Strassolda areál rozšířen o budovu nového zámku v klasicistním stylu, který však padl za oběť demolici v 60. letech 20. století a na jehož místě vyrostl dětský domov. Během pozemkové reformy v roce 1919 byla tvrz johanitům odebrána. Nově ji získali Ida Kratochvílová a JUDr. Jan Třebícký, již byli její vlastníci do konce druhé světové války, kdy jim byl zámek zkonfiskován. Objekt byl nejprve spravován rybářskou správu a poté zvláštní školou. Od roku 1967 je tvrz v soukromém vlastnictví. Roku 2014 došlo k rekonstrukci poškozeného krovu.

## Popis
Jedná se o samostatně stojící, zčásti patrový, zčásti přízemní objekt s valbovou střechou o čtvercovém půdorysu, v jehož středu se nachází obdélníkový dvůr. Dříve byl obklopen vodním příkopem. Jednotlivá křídla, která neleží v asymetrické rovině, jsou navzájem propojena schodišti. V přízemí se nacházejí zaklenuté prostory, v patře jsou místnosti plochostropé, některé s dochovanými fabiony.